# Anysrius brochus
Anysrius brochus är en spindeldjursart som beskrevs av Harvey 1998. Anysrius brochus ingår i släktet Anysrius och familjen spinnklokrypare. Inga underarter finns listade i Catalogue of Life.